# Översvämningen vid Jishiravinen
Översvämningen vid Jishiravinen var en naturkatastrof som inträffade ungefär 1920 f.Kr. i östra Qinghaiprovinsen i Kina. Vattenflödet vid utbrottet var ett av de största färskvattenflödena som inträffat i vår geologiska epok (Holocen) och orsakade stora utbredda översvämningar kring Gula floden, och påverkade alla som bodde i flodområdet. Översvämningsutbrottet utlöstes av att en fördämning orsakad av jordskred efter en jordbävning brustit. Översvämningen tros vara den katastrof som gav upphov till Gun-Yus översvämningsmyt, som föregick etableringen av Xiadynastin. Den arkeologiska lokalen Lajia, nedströms efter Jishiravinen, raserades först av jordbävningen och övertäcktes senare av sediment från översvämningsutbrottet.

## Förloppet
Jishiravinen (积石峡) leder Gula floden från flodområdet kring Xunhua i väster genom Jishiberget och vidare österut till flodområdet kring Guanting. En jordbävning gav upphov till jordskred och stenlaviner som dämde upp Gula floden i Jishiravinen väster om Mengdasocken (孟达乡), i Xunhua härad nära gränsen till Gansuprovinsen ungefär 100 km väster om Lanzhou. Fördämningen efter jordbävningen bredde ut sig 1 300 meter i flodens flödesriktning och dess högsta nivå var 240 meter över dagens vattennivå. Uppströms vid Xunhua fylldes en uppdämd sjö efter att floden blockerats vid fördämningen i Jishiravinen.
Efter mindre än ett år, sannolikt efter ungefär sex till nio månader, närmade sig vattennivån fördämningens överkant. Till slut stod inte fördämningen mot de stora vattenmassorna, och översvämningsutbrottet utlöstes när fördämningen brast. Den uppdämda flodbassängen vid Guanting bedöms haft en nivå ungefär upp till 160 eller 200 meter över dagens vattennivå vid tiden för utbrottet. När fördämningen brast föll vattennivån i den uppdämda sjön drygt 100 meter och frisläppte 12 till 16 kubikkilometer vatten. Beräkningar baserade både på vattenvolymen och dess fallhöjd i uppdämningsområdet vid Xunhua, och även rekonstruerade tvärsnitt av översvämningsområdet i Guanting estimerar toppflödet vid utloppet till ungefär 480 000 kubikmeter per sekund, vilket är mer än 500 gånger dagens flöde i Gula floden vid Jishiravinen. Detta är ett av de största kända färskvattenflöden som inträffat under Holocen.

## Effekter av utbrottet
Översvämningen bröt Gula flodens naturliga vallar och orsakade utbredda översvämningar, som även potentiellt ändrat Gula flodens sträckning och haft stor effekt på alla samhällen kring Gula floden. Efter den primära översvämningen pågick sannolikt långvariga sekundära översvämningar. Översvämningen kan potentiellt har påverkat 2 000 kilometer nedströms av Gula floden.
Översvämningssediment nedströms efter fördämningen finns på nivåer 7 till 50 meter över dagens vattennivå. Sedimenten består uteslutande av kantiga klaster av grönskiffer och lilabrun lersten som har sitt ursprung från Jishiraveinen. Vid ravinens utlopp är sedimentlagret 20 meter tjockt och innehåller stenar på upp till  två meter i diameter.
Fynd vid den arkeologiska lokalen Lajia som finns 25 kilometer nedströms från fördämningen visar förödelsen efter jordbävningen och sedan översvämningen, som tillsammans totalförstörde boplatsen. Platsen täcktes av upp till 38 meter tjockt lager av översvämningssediment från utbrottet. Vid arkeologiska utgrävningen har skelett hittats inuti radade hus vars positioner visar människor som hjälpte varandra innan de dog, och vissa vuxna dog med barn omfamnade i armarna.

## Datering
Fördämningen och översvämningsutbrottet inträffade under den arkeologiska perioden Qijiakulturen. Mätningar med kol-14-metoden från Lajia daterar utbrottet avrundat till 1920 f.Kr. Mätningarna gjordes bland annat på skelettdelar från mänskliga offer efter att deras boplatser kollapsat under jordbävningen. Med felmarginal gav mätningar dateringen 1922±28 f.Kr.

## I mytologin
De historiska krönikorna dokumentens bok och shiji beskriver en stor och ödeläggande översvämningen av Gula floden, som tämjdes av Yu den store. Efter att Yu löst problemet med översvämningen etablerades Xiadynastin, vilket är Kinas första dynasti. Översvämningen av Jishiravinen har stora likheter med den stora översvämning som beskrivs i krönikorna.
I både dokumentens bok and shiji beskrivs att den plats där Yu började att bekämpa floden var ”Jishi” (積石 / 积石) (bokstavligt översatt 'stenhög') vilket är samma stavning som dagens namn på Jishiravinen.